# Masafumi Gotoh
Masafumi Gotō (後藤 正文, Gotō Masafumi) (2 de dezembro de 1976) é o vocalista, principal compositor e guitarrista da banda japonesa de japanese rock Asian Kung-Fu Generation. Masafumi conheceu os outros membros da banda, Kensuke Kita e Takahiro Yamada, nas aulas do clube de música da Universidade Kanto Gakuin, em Yokohama. Os três formaram a Asian Kung-Fu Generation em 1996. O baterista Kiyoshi Ijichi foi integrado ao grupo um pouco mais tarde.
Masafumi é graduado em Economia e suas bandas favoritas são Weezer, Number Girl, Oasis, Teenage Fanclub e Eastern Youth.